# Ormosia amazonica
Ormosia amazonica é uma árvore da família Fabaceae nativa da Floresta Amazônica. 
Ela distibui-se naturalmente no Brasil, na Bolívia, na Colômbia, na Costa Rica, no Equador e no Peru, na Floresta Amazônica em Florestas de Igarapó.
A espécie foi descrita pela primeira vez pelos botânico brasileiro de origem austro-húngara Adolpho Ducke no ano de 1922.